# Регіональний ландшафтний парк «Дністровський каньйон»
Регіона́льний ландша́фтний парк «Дністро́вський» — об'єкт природно-заповідного фонду України, регіональний ландшафтний парк в Україні.
Розташований у межах Чортківського району Тернопільської області:
- Колишній Борщівський район — 12435,2 га: Бабинецька, Пилипчанська, Горошівська, Іване-Пустенська, Худиківська, Вільхівецька, Дністровська, Урожайнівська, Вигодська сільські, Мельнице-Подільська селищна ради;
- Колишній Заліщицький район — 11984,47 га: Колодрібська, Синьківська, Зозулинецька, Кулаківська, Городоцька, Бедриківська, Касперівська, Добрівлянська, Зеленогіївська, Зозулинька, Устечківська, Іване-Золотецька, Торська, Нирківська, Дорогичівська, Литяцька, Шутроминська, Хмелівська сільські, Заліщицька міська ради;
- Колишній Бучацький район — 4384,99 га: Стінківська, Порохівська, Космиринська, Сновидівська, Возилівська, Миколаївська, Костільницька, Скоморохська, Русилівська, Ліщинецька, Дулібська, Жниборідська, Берем'янська, Язловецька сільські ради;
- Колишній Монастириський район — 3418,06 га: Коропецька селищна, Гориглядівська, Вістрянська, Вербківська сільські ради.

Оголошений рішенням виконавчого комітету Тернопільської обласної ради від 30 серпня 1990 року № 191 і від 29 листопада 1990 року № 273.

## Відомості
Північна межа: вздовж автошляху між селами Діброва, Коропець, Берем'яни, Свершківці, Хмелева, Дорогичівка, Шутроминці, Нирків, Нагіряни, Торське, Глушка, Бедриківці, Городок, Синьків, Колодрібка, Устя, Мельниця-Подільська, Дзвинячка, Урожайне, Вигода, Окопи; південна межа: по р. Дністер.